# Gran sector alpino
Gran sector alpino es una de las subdivisiones de la cordillera de los Alpes.

## Definición

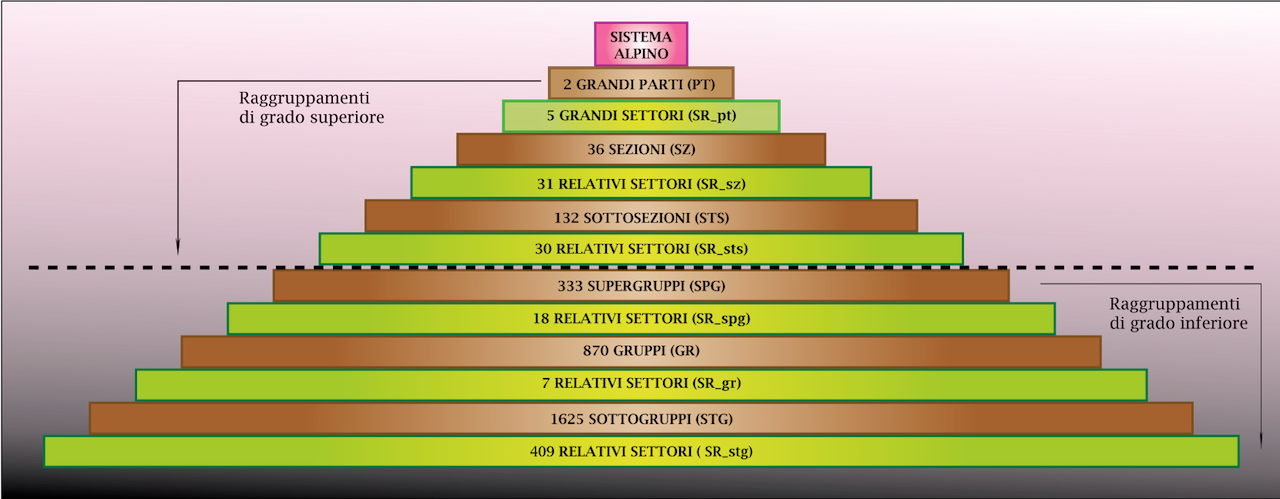
La Pirámide SOIUSA, o las diversas subdivisiones de los Alpes según la SOIUSA.

El concepto de "gran sector alpino" ha sido definido por la SOIUSA del año 2005. Para proceder a una mejor clasificación y subdivisión de los Alpes la SOIUA ha superado la histórica tripartición alpina en Alpes occidentales, Alpes centrales y Alpes orientales definida en el año 1926 y ha adoptado la bipartición en Alpes occidentales y Alpes orientales.
Además ha introducido el siguiente esquema de ulterior subdivisión:
- 5 grandes sectores (SR)
- 36 secciones (SZ)
- 132 subsecciones (STS)
- 333 supergrupos (SPG)
- 870 grupos (GR)
- 1625 subgrupos (STG)

Así, por ejemplo, los parámetros SOUISA del Mont Blanc quedarían de la siguiente manera:
- Gran parte = Alpes occidentales
- Gran sector = Alpes del noroeste
- Sección = Alpes Grayos
- Subsección = Alpes del Mont Blanc
- Supergrupo  = Macizo del Mont Blanc
- Grupo = Grupo del Mont Blanc
- Subgrupo  = Mont Blanc
- Código = I/B-7.V-B.2.b

## Código de los grandes sectores
La SOIUSA clasifica los grandes sectores a través de una codificación particular. En lo específico individualiza en las dos grandes partes: Alpes occidentales y Alpes orientales a través de una letra mayúscula progresiva.
En el detalle los cinco grandes sectores son:
- en los Alpes occidentales:
  - Alpes del sudoeste identificados con la letra mayúscula A;
  - Alpes del noroeste identificados con la letra mayúscula B;
- en los Alpes orientales:
  - Alpes centrales del este identificados con la letra mayúscula A;
  - Alpes del noreste identificados con la letra mayúscula B;
  - Alpes del sudeste identificados con la letra mayúscula C;

En el ejemplo antes mencionado de los parámetros SOIUSA del Mont Blanc se señala que el gran sector es Alpes del noroeste con la letra mayúscula B.